# Бенедиктов, Владимир Валентинович
Влади́мир Валенти́нович Бенеди́ктов (род. 11 мая 1963, Нижний Тагил) − российский военачальник, военный лётчик. Командующий Военно-транспортной авиацией России (с 2013), генерал-лейтенант авиации.

## Биография

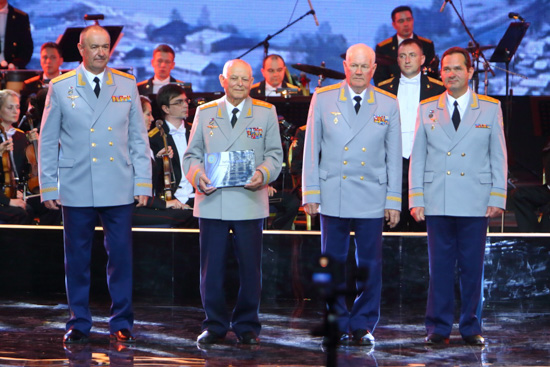
Командующий ВТА генерал-лейтенант
В. В. Бенедиктов (1-й слева) на юбилейном вечере, посвященном 90-летию ВТА. 2021 год

Родился 11 мая 1963 года в городе Нижний Тагил Свердловской области.
По окончании средней школы поступил в Балашовское высшее военное авиационное училище летчиков, которое окончил в 1984 году. Службу начал в Военно-транспортной авиации ВВС СССР. Служил в должностях: помощника командира корабля, командирам корабля, командира авиационного отряда, заместителя командира авиационной эскадрильи.
В 1995 году окончил Военно-воздушную академию имени Ю. А. Гагарина и был назначен на должность заместителя командира авиационного полка по летной подготовке, а затем на должность заместителя командира авиационного полка и командира авиационного полка.
В 2006 году окончил Военную академию Генерального штаба Вооруженных Сил РФ. Был назначен начальником 610 Центра боевого применения и переучивания лётного состава (г. Иваново). Затем служил в должности заместителя командующего 61-й воздушной армией Верховного Главного командования (Военно-транспортная авиация).
С 2007 года назначен начальником штаба 61-й воздушной армией Верховного Главного командования.
За всё время службы в ВВС общий налёт составил более 4 тыс. часов.
Участник боевых действий в Афганистане и контртеррористических операций 1994 и 1999 годов на Северном Кавказе.
В январе 2013 года назначен на должность Командующего Военно-транспортной авиации России.

## Звания и награды
- Орден «За заслуги перед Отечеством» III степени (с мечами)
- Орден «За заслуги перед Отечеством» IV степени
- Орден Александра Невского
- Орден "За военные заслуги"
- Медаль ордена «За заслуги перед Отечеством» II степени
- Заслуженный военный летчик Российской Федерации
- Военный лётчик-снайпер